# Чжен Цянь
Чжен Цянь (鄭虔, 685—764) — китайський художник та поет часів династії Тан.

## Життєпис
Народився у м. Чженчжоу (сучасна провінція Хенань). З дитинства захоплювався живописом. Після здобуття початкового навчання деякий час подорожував країною. У 742 році перебирається до столиці імперії Чан'ань. Тут він здобув славу митця та поета. Імператор Сюань-цзун наблизив його до свого почту. Цей час Чжен Цянь займався виконанням замовлень імператора, аристократії, багатіїв столиці. Втім з початком заколоту Ань Лушаня й захоплення у 755 році Чан'аня Чжен вимушений був тікати до Лояна. Повернувся до Чан'аня лише у 757 році. Втім втратив довіру нового імператора Су-цзуна й решту життя провів у злиднях. Помер у 764 році.

## Творчість
Чжен Цянь був майстром пейзажного живопису. Для його картин були характерні старі і жорсткі дерева, а також переважно чорні гори. Будучи одним з перших китайських живописців із середовища літераторів, за основу сюжетів своїх картин він брав власні вірші.